# Höghastighetslinjen Hannover–Würzburg
Höghastighetslinjen Hannover-Würzburg (tyska: Schnellfahrstrecke Hannover-Würzburg) är en tysk höghastighetsjärnväg mellan Hannover och Würzburg, via Kassel och Fulda, öppnad 1991. Det är idag en av Tysklands mest trafikerade linjer för höghastighetståg. Tåg går rutinmässigt i 280 km/h. Banan följer i huvudsak motorvägen A7. 

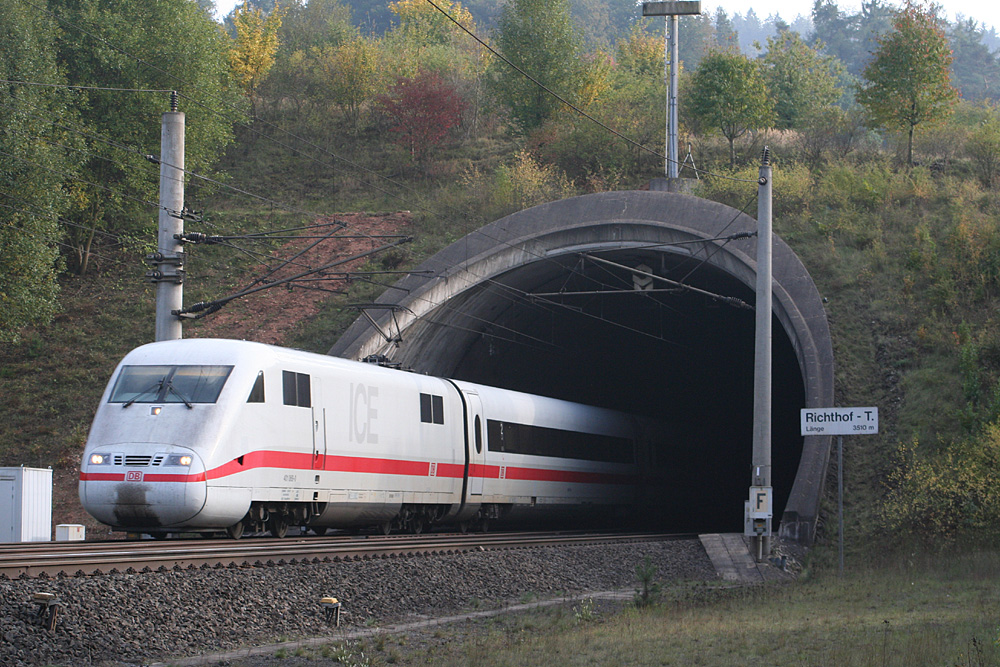
ICE-tåg i tunnelmynningen

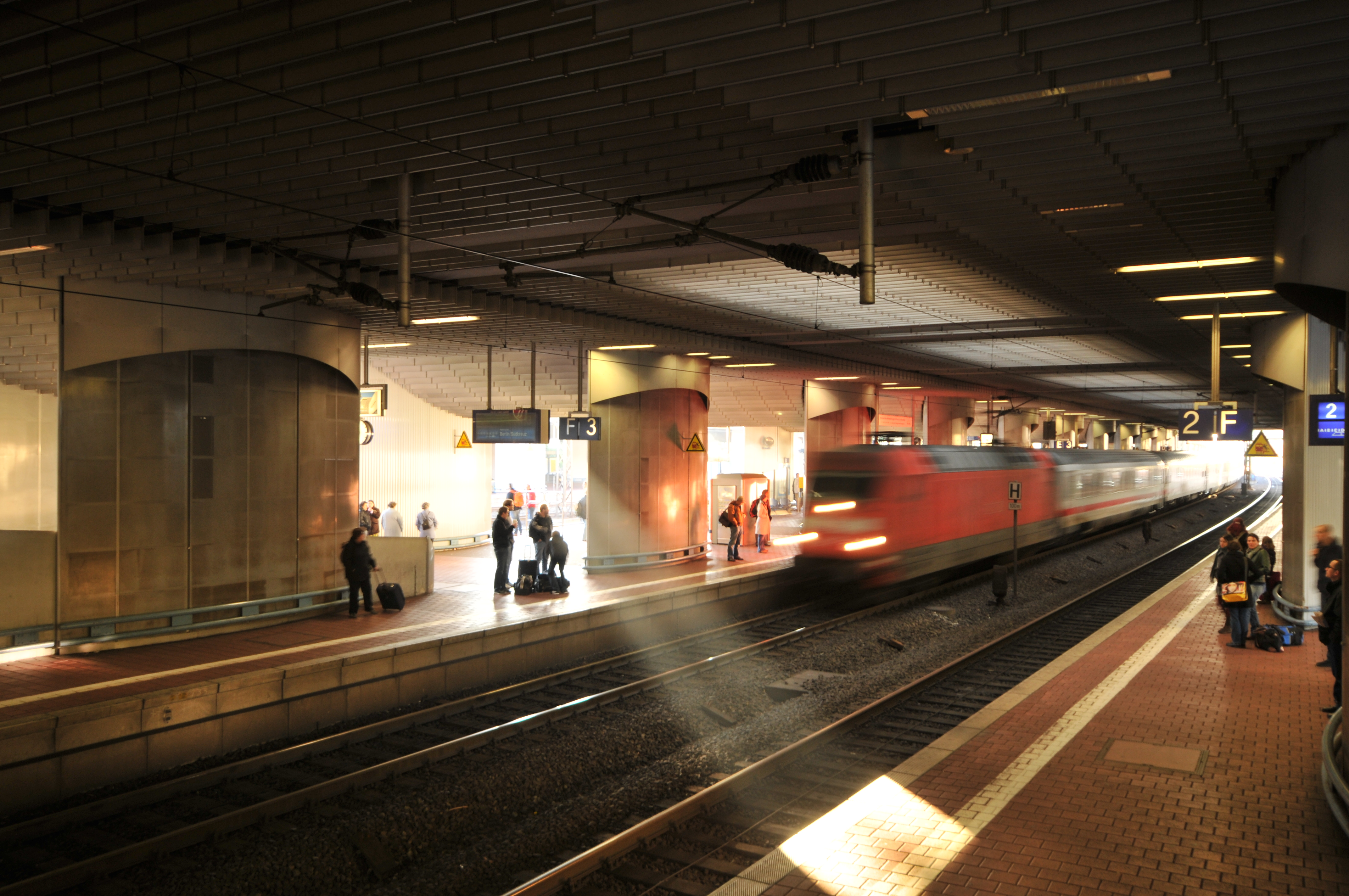
Ett IC-tåg vid stationen Kassel-Wilhelmshöhe

- Wikimedia Commons har media som rör Höghastighetslinjen Hannover–Würzburg.